# Herredsfoged
Herredsfoged var indtil 1919 titlen på den øvrigheds-person der var dommer i et herred.

## Embedets udvikling
Om herredet i oldtiden har haft en fast forstander, kan der intet sikkert siges.
Traditionelt opfattet vides først lidt fra højmiddelalderens tid, og her taler sandsynligheden i nogen grad for det.
Når embedet ikke forekommer som eksakt term i tidlig historisk tid, er det rimeligvis fordi vikingetidens skipæn var det fremherskende element, frem for herredet.
En sådan forstander har da svaret til de tidlige herredshøvdinger (sv) der kendes fra Sverige i 1200-tallet (latin: prolocutor), og har ligesom disse været herredsmændenes anfører og formand for herredstinget.
Skipænforstanderne, de såkaldte styrismænd, er i den traditionelle historie opfattet som folkelige embedsmænd.

"(..)hvis embeder måske ofte nedarvedes i bestemte slægter, men også kongen havde tidligt sin repræsentant i herredet, der oprindelig kaldtes bryde, siden 13. århundrede ombudsmand. Denne repræsentant havde dog kun at varetage kongens interesser, og han var hverken herredsmændenes anfører eller leder af tinget, hvor han imidlertid kunde give møde, når hans forretninger krævede det. I senere tid, da ombudsmanden eller, som han efterhånden kaldtes, lensmanden, regelmæssig beskikkedes for flere herreder og hans virksomhedsområde i forskellig retning udvidedes, måtte han have en fuldmægtig til at møde for sig på tinge, og det er af denne fuldmægtigstilling, at det senere herredsfogedembede opstår. Dets udvikling falder i 14. og 15. århundrede., og benævnelsen for det veksler endnu på denne tid stærkt, idet man ved siden af herredsfoged også finder udtrykkene tingfoged og tingholder. Herredsfoged var ikke fra først af dommer, ja end ikke leder af forhandlingerne på tinge; hans hverv var snarere at anklage og at påse kongens interesse, men siden cirka 1400 trådte han i spidsen for herredstinget, og efter at han i nogen tid havde dømt sammen med tingmændene, blev han senest i 16. århundrede overalt enedommer, således at han kun i visse sager skulle tiltage meddomsmænd. Samtidig gik hans tidligere forretninger over til andre, dels ridefogeden, dels på steder delefogeden. I den følgende periode er herredsfoged da i det væsentlige kun dommer, selv om han også har visse administrative forretninger, f.eks. tilsyn med vejene, men i 18. århundrede bliver han tillige politimester og dermed den alm. underøvrighed på landet, og denne ordning holder sig, indtil retsplejelov 11. april 1916 adskiller retsplejen fra forvaltningen. Efter denne lov anvendes benævnelsen herredsfoged ikke mere, idet forretningerne nu er delte mellem underretsdommeren og politimesteren. At herredsfoged siden slutningen af 17. århundrede ofte tillige var byfoged, er bemærket under herred.
Før 1660 udnævntes herredsfoged i reglen af lensmanden og toges altid blandt herredets bønder, selvejerbønderne eller kronens fæstere. Endnu ved år 1600 tales der om herredsfoged, der ikke kunne læse og skrive. Efter enevælden går udnævnelsen over til kongen, og embedsvirksomheden bliver mere og mere livsgerning, men da lønningen, som bestod i en frigård, det såkaldte dommerkorn samt nogle sportler, var i høj grad utilstrækkelig og juridisk uddannelse ikke krævedes, var indehaverne af embederne snarere ringere end i ældre tid. Indførelsen af juridisk eksamen i 1736 og lønningsvilkårenes forbedring gennem de stigende sportelindtægter gjorde dog efterhånden forandring heri, og siden slutningen af 18. århundrede var herredsfogeder altid jurister og tilhørte socialt overklassen.